# Chen Shu-chung
Chen Shu-chung (陳敘均T, Chén XùjūnP; 8 dicembre 1970) è un'ex cestista taiwanese.

## Carriera
Con Taiwan ha disputato i Campionati mondiali del 1994.